# Intergruppo parlamentare

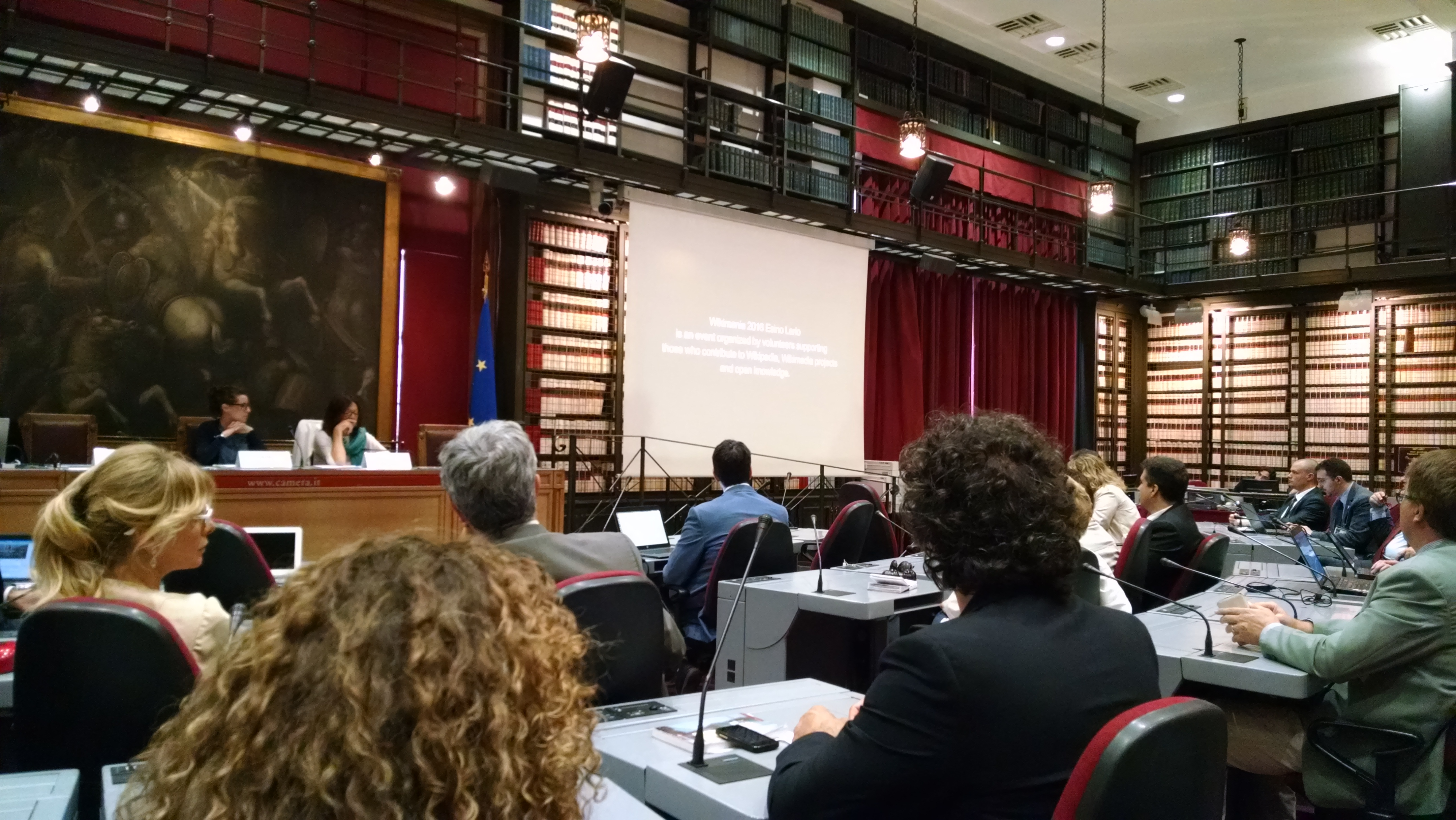
Una riunione dell'Intergruppo Parlamentare per l'Innovazione Tecnologia alla Camera dei deputati.

Un intergruppo parlamentare è un'associazione informale tra i membri di un'assemblea parlamentare, a prescindere da camere e gruppi politici di appartenenza, per coordinarsi su specifiche tematiche d'interesse trasversale.

## Parlamento italiano
In Italia gli intergruppi parlamentari sono transcamerali (con componenti sia tra i deputati della Camera sia tra i senatori) e transpartitici, dato che a un intergruppo possono partecipare onorevoli di partiti diversi. Gli intergruppi nascono per via di interessi bipartisan nel voler portare avanti progetti di legge in modo coesivo e coordinato. Ad esempio, in un comunicato dell'intergruppo parlamentare italiano per l'innovazione si legge "L'Intergruppo Innovazione è una libera associazione di parlamentari, appartenenti a tutti i gruppi politici, che ha come obiettivo quello di promuovere l'innovazione tecnologica in Parlamento e nel Paese"
Molto spesso gli intergruppi affrontano tematiche trasversali ed è piuttosto raro che uno di questi sia composto esclusivamente da membri di una parte politica. È piuttosto difficile trovare informazioni sugli intergruppi: trattandosi di una parte non istituzionale, non esiste al momento un elenco ufficiale di queste formazioni da parte degli organi legislativi. Non è un organo istituzionale, dunque i parlamentari possono prendervi parte liberamente e al di fuori dell'attività delle commissioni o delle assemblee. Non c'è un numero minimo di aderenti e non sono previsti organi o documenti necessari per l'istituzione.
Nonostante l'argomento non abbia una disciplina propria, è una prassi comune e che molto spesso corrisponde ai gruppi di interesse presenti in altre Istituzioni. A differenza di una semplice associazione, gli intergruppi cercano di coordinare le attività dei singoli parlamentari interessati per arrivare a un obiettivo comune, spesso bipartisan. In altri casi, invece, si preferisce costituire un gruppo per proseguire l'attività in corso e supervisione le attività sull'argomento.
In alcuni casi l'elenco dei membri di un intergruppo sono riservati, ma spesso gli intergruppi sono interessati a coinvolgere l'opinione pubblica non solo per dovere di pubblicità del proprio lavoro, ma anche per rendere partecipi i cittadini del processo decisionale su argomenti spesso di ampio interesse per il paese. Ad esempio, nel settembre 2016 l'Intergruppo Parlamentare "Amici dei Piccoli Comuni" ha promosso l'istituzione di un fondo di 100 milioni di euro tra il 2017 e il 2023 per finanziare i comuni con popolazione inferire ai 5.000 abitanti, in modo da superare i vincoli stabili dal Patto di stabilità e crescita; dopo la prima discussione alla Camera, il decreto è in attesa di approvazione del Senato. Il lavoro dell'intergruppo ha portato il disegno di legge, presentato nel settembre 2013, fino alla sua conclusione.

### Elenco degli intergruppi
In Italia sono poche le informazioni che si riescono a reperire riguardo all'esistenza e all'attività dei vari intergruppi.
Tra i più antichi vi è il Gruppo italiano dell'Internazionale Liberale.
Con poche eccezioni, molto spesso gli intergruppi non hanno un sistema di comunicazione delle proprie attività istituzionali e informali con il pubblico
| Argomento                                                           | Referente | Componenti                 | Gruppi                          | Sito web di riferimento                                               |
| ------------------------------------------------------------------- | --- | -------------------------- | ------------------------------- | --------------------------------------------------------------------- |
| Ponte sullo Stretto. Rilancio e sviluppo italiano che parte dal Sud | | 246 (Camera), 132 (Senato) | Lega, Forza Italia, Italia Viva |                                                                       |
| Alleanza per lo sviluppo sostenibile                                | Andrea Marcucci (PD) Ettore Licheri (M5S) Loredana De Petris (LEU)                                                                | 157                        | PD, M5S, LEU                    |                                                                       |
| Artigianato                                                         | Mino Taricco (PD) |                            | PD                              |                                                                       |
| Caccia e pesca                                                      | Luciano Rossi (AP) |                            | AP                              |                                                                       |
| Cambiamento climatico                                               | Stella Bianchi (PD) |                            | PD                              |                                                                       |
| Cannabis legale                                                     | Benedetto Della Vedova (Misto) | 112                        | PD, SEL, SC                     | cannabislegale.org                                                    |
| Cooperazione allo sviluppo                                          | Lia Quartapelle (PD) |                            | PD                              |                                                                       |
| Costi del non fare                                                  | Ignazio Abrignani (Misto) | 25                         |                                 | costidelnonfare.it Archiviato il 20 ottobre 2016 in Internet Archive. |
| Diabete e qualità della vita                                        | Lorenzo Becattini (PD) Luigi D'Ambrosio Lettieri (CoR)                                                                            | 23                         | PD, COR                         | gruppointerparlamentarediabete.it                                     |
| Eutanasia e testamento biologico                                    | Associazione Luca Coscioni | 72                         |                                 | eutanasialegale.it                                                    |
| Finanza sostenibile                                                 | Giorgio Zanin (PD) Maurizio Bernardo (AP) Giancarlo Giorgetti (LNA) Andrea Causin (AP) Girgis Sorial (M5S) Giulio Marcon (SI-SEL) | 46                         |                                 |                                                                       |
| Germania                                                            | Laura Garavini (PD) |                            | PD                              |                                                                       |
| Gioco d'azzardo                                                     | Lorenzo Basso (PD) |                            | PD                              | noneungioco.it                                                        |
| Giovani parlamentari                                                | Anna Ascani (PD) |                            | PD                              |                                                                       |
| Innovazione tecnologica                                             | Stefano Quintarelli (SC) |                            |                                 | parlamentari.org                                                      |
| Invecchiamento attivo                                               | Lucio Romano (AUT) Vittoria D'Incecco (PD)                                                                                        |                            | PD, AUT                         |                                                                       |
| Malattie rare                                                       | Paola Binetti (AP) |                            | AP                              |                                                                       |
| Mobilità nuova e ciclistica                                         | Paolo Gandolfi (PD) | 57                         | PD                              |                                                                       |
| Montagna                                                            | Enrico Borghi (PD) |                            | PD                              |                                                                       |
| Moto                                                                | Vincenzo Garofalo (AP) |                            | AP                              |                                                                       |
| Pari opportunità                                                    | Laura Boldrini (Pres) | 80                         | PD                              |                                                                       |
| Piccoli comuni                                                      | Fabrizio Di Stefano (FI) |                            | FI                              |                                                                       |
| Saharawi                                                            | Stefano Vaccari (PD) | +100                       | PD                              |                                                                       |
| Sicurezza materno-fetale                                            | Aldo Di Biagio (AP) |                            | AP                              |                                                                       |
| Sigaretta elettronica                                               | Ignazio Abrignani (Misto) | 11                         | PD, LN, Misto, SC, SI, DS-CED   | intergruppoecig.org                                                   |
| Spazio                                                              | Salvatore Tomaselli (PD) Gianluca Benamati (PD)                                                                                   |                            | PD                              |                                                                       |
| Sport                                                               | Bruno Molea (SCPI) Filippo Fossati (PD)                                                                                           |                            | PD                              |                                                                       |
| Stabilimenti balneari                                               | Manuela Granaiola (PD) Salvatore Tomaselli (PD)                                                                                   | 33                         | PD                              |                                                                       |
| Tabacco                                                             | Walter Verini (PD) |                            | PD                              |                                                                       |
| Terzo settore                                                       | Paolo Beni (PD) Filippo Fossati (PD) Edoardo Patriarca (PD) Andrea Olivero (AUT) Bruno Molea (SC)                                 | 161                        | PD, SC                          | nonprofitonline.it                                                    |
| Veicoli Storici                                                     | Giovanni Battista Tombolato (Lega)                                                                                                | 20                         | Lega                            |                                                                       |
| Venezuela                                                           | Fabio Porta (PD) |                            | PD                              |                                                                       |
| Via Francigena                                                      | Alessandra Terrosi (PD) Susanna Cenni (PD) Giuseppe Romanini (PD) Laura Cantini (PD)                                              | 37                         | PD                              |                                                                       |

In passato sono esistiti altri intergruppi dedicati a temi quali la medicina di genere, l'Evangelicalismo, la sussidiarietà, il Tibet, la trasparenza nella pubblica amministrazione, il "Web 2.0",, l'acqua come bene comune,, i problemi del Mezzogiorno, e l'iniziativa "braccialetti bianchi" - Riparte il Futuro contro la corruzione.

#### Cannabis legale
██ Partito Democratico (57%)
██ Sinistra Ecologia Libertà (27%)
██ Movimento 5 Stelle (11%)
██ Gruppo misto (11%)
██ Grandi Autonomie e Libertà (3%)
██ Scelta Civica (2%)
██ Forza Italia (1%)
L'intergruppo parlamentare per la Cannabis Legale, favorevole alla legalizzazione della cannabis e alla sua regolamentazione, è composto da 24 senatori e 88 deputati, appartenenti a tre partiti Partito Democratico, Sinistra Ecologia Libertà e Scelta Civica. L'obiettivo dell'intergruppo è una proposta di legge sulla cannabis. Il sito ufficiale offre una panoramica completa sull'argomento, proponendo materiali informativi a supporto delle proprie argomentazioni, con documenti e studi di settore; è presente anche sui principali social network (Facebook, Twitter, YouTube).
Attraverso la promozione di una documentazione efficace sull'argomento, il gruppo cerca di promuovere gli aspetti positivi della propria proposta legislativa. In particolare si citano i dati raccolti a proposito del caso del Colorado, il primo stato americano a legalizzare la marijuana a scopi ricreativi, insieme alle relazioni della Direzione Nazionale Antimafia e del Dipartimento per le Politiche Antidroga della Presidenza del Consiglio. I report pubblicati confermano che la legalizzazione della cannabis, oltre a un maggiore gettito fiscale per lo Stato previsto di circa 3 miliardi di euro, costituirebbe una valida alternativa al commercio illegale e toglierebbe quote importanti di questo mercato, gestito in buona parte dalla criminalità organizzata in Italia e all'estero.
La proposta di legge è stata presentata per la prima volta nel settembre 2015, iniziando la discussione nelle commissioni Giustizia e Sanità di Camera e Senato all'inizio del 2016. Oltre ai 113 membri aderenti all'intergruppo, altri 221 deputati e 70 senatori hanno firmato la bozza. I due progetti di legge presentanti sono il n. 2038 al Senato e il n. 3447 alla Camera. È previsto che la proposta sia calendarizzata per la prima votazione alla Camera nell'autunno 2016.

#### Innovazione tecnologica
L'intergruppo parlamentare per l'innovazione è il coordinamento più presente e attivo all'interno del Parlamento. Il suo manifesto parla del XXI secolo come del "secolo digitale", ragione per cui è fondamentale colmare la distanza che separa l'Italia dagli altri paesi. Il compito istituzionale del gruppo è di promuovere l'evoluzione tecnologica del paese. I parlamentari lavorano attraverso prevalentemente online condividendo sondaggi e documenti e propongono disegni di legge, emendamenti, interpellanze ed interrogazioni, ordini del giorno, risoluzioni che promuovano l'avanzamento tecnologico. Come in altri intergruppi, la partecipazione è individuale e le proposte di legge presentate possono essere condivise o meno dagli aderenti. Si tratta soprattutto di uno spazio per il confronto tra legislatori, in modo che l'attività di promozione della tecnologia sia svolta in modo collegiale.
I membri dell'intergruppo sono 98, di cui 75 deputati e 23 senatori. Il gruppo presente in maggior numero è il Partito Democratico con 39 aderenti, seguito da Movimento 5 Stelle (19) e Gruppo misto (19), Forza Italia (10), Nuovo Centrodestra (3), Grandi Autonomie e Libertà (4), Sinistra Ecologia Libertà (1). Il promotore e referente del coordinamento è Stefano Quintarelli, esperto informatico e blogger.

#### Sigaretta elettronica
Tra i gruppi più piccoli ma meglio organizzati, l'intergruppo parlamentare per la sigaretta elettronica è composto da 6 deputati e 5 senatori, per un totale di 11 parlamentari; aderiscono i deputati Ignazio Abrignani (SCCI-MAE), Sebastiano Barbanti (PD), Filippo Busin (LN), Giovanni Paglia (SI-SEL), Aris Prodani (Misto), Mario Sberna (DES-CD), e i senatori Raffaela Bellot (Misto), Donella Mattesini (PD), Gian Carlo Sangalli (PD), Gianluca Susta (PD) e Raffaele Volpi (LN). Il gruppo più rappresentato è il Partito Democratico con 4 membri, cui seguono Lega Nord (2), Gruppo misto (2), Scelta Civica verso i Cittadini per l'Italia - MAIE (1), Sinistra Italiana (1), Democrazia Solidale - Centro Democratico (1).
Il gruppo sostiene una proposta di legge per modificare la tassazione sulla sigaretta elettronica e più in generale sui "prodotti succedanei dei prodotti da fumo". Gli studi proposti calcolano un valore di 80 milioni di euro di mancate entrate, oltre all'assenza di controlli fiscali e sanitari sui liquidi importanti in Italia per questo tipo di prodotti. Non risulta che i membri del gruppo abbiano presentato alcun disegno di legge in materia.

## Parlamento europeo
Gli intergruppi sono formati da membri del Parlamento europeo, di qualsiasi partito o commissione, con l'obiettivo di ritrovarsi in assemblee informali per lo scambio di opinioni su argomenti particolari, e di promuovere la comunicazione tra i membri del parlamento e il resto della società. Gli intergruppi non sono corpi parlamentari e non esprimono l'opinione del Parlamento.
All'interno del Parlamento europeo gli intergruppi sono regolamentati da una disciplina apposita, adottata dalla conferenza dei presidenti del Parlamento il 16 dicembre 1999, che descrive le condizioni sotto le quali all'inizio di ogni mandato parlamentare si possono formare gli intergruppi e le loro regole operative. Il regolamento del Parlamento, art. 34, definisce la composizione e il sistema di finanziamento, con un regolamento apposito che ne stabilisce le modalità di funzionamento.
A differenza di quanto avviene in Italia, l'elenco degli appartenenti deve essere pubblico e ogni appartenente deve dichiarare qualsiasi forma di conflitto d'interesse economico. Per istituire un gruppo è necessaria una quota minima di appartenenti a ogni gruppo parlamentare, nonché l'approvazione della Conferenza dei Presidenti. 
I coordinatori degli intergruppi devono dichiarare ogni finanziamento che l'intergruppo riceve, applicando gli stessi criteri per i membri come individui. La dichiarazione deve essere aggiornata ogni anno e viene inserita in un registro tenuto dai questori del Parlamento.
Gli intergruppi istituiti nell'VIII legislatura (2014-2019) sono 28.
Storicamente ha avuto particolare rilievo il club del coccodrillo, fondato nel 1980 da Altiero Spinelli per promuovere la riforma delle costituzioni comunitarie.